# Shuotheriidae
Shuotheriidae são uma família de mamíferos extintos, e do grupo dos Symmetrodonta.

## Classificação
- Familia Shuotheriidae Chow & Rich, 1982
  - Gênero Shuotherium Chow & Rich, 1982
    - Shuotherium dongi
    - Shuotherium kermacki
    - Shuotherium shilongi